# Dario Knežević
Dario Knežević (Fiume, 20 aprile 1982) è un ex calciatore croato, di ruolo difensore.

## Caratteristiche tecniche
Può ricoprire il ruolo di terzino destro o sinistro, ma il suo ruolo prediletto rimane quello di difensore centrale.

## Carriera

### Club

#### Rijeka
Cresce in Croazia giocando per il club della sua città natale, l'HNK Rijeka, con la cui maglia conquista due Coppe di Croazia consecutivamente nel 2004/05 e nel 2005/06. Dopo un brillante inizio di carriera si guadagna la nazionale, con la quale gioca in amichevole a Livorno contro l'Italia, campione del mondo in carica, il 16 agosto 2006.
Durante la partita mette in mostra le sue doti tecniche, marcando ottimamente Cristiano Lucarelli che, stupefatto della prestazione, consiglia l'acquisto al suo presidente, Aldo Spinelli.
Nello stesso mese di agosto, il Livorno si aggiudica il cartellino, per la cifra di 500.000 euro, facendogli firmare un contratto triennale fino al 2009.

#### Livorno
Giunto a Livorno, esordisce in Serie A il 25 ottobre nella sconfitta al Meazza contro l'Inter 4-1, ma conferma nel prosieguo della stagione le aspettative, dimostrando le ottime qualità ed impressionando soprattutto per la sicurezza in fase difensiva. Un infortunio lo tiene fuori dai campi di gioco per mesi, lasciandolo per il resto della stagione in attesa del recupero. Nonostante lo stop, le poche gare giocate, 11 nella prima stagione con una rete, basta alla società per confermarlo per l'anno successivo, concedendogli un posto da titolare, nel centro della difesa. Nella seconda stagione in maglia livornese gioca 35 partite, realizzando 3 reti.

#### Juventus
Nell'estate successiva è al centro di una vicenda di calciomercato tra Juventus e Torino, entrambe interessate al suo acquisto. Inizialmente il presidente Spinelli lascia intendere di averlo ceduto ad una delle prime quattro classificate, per poi siglare l'accordo per la cessione con la società granata. Nella notte del 30 giugno, tuttavia, è il direttore sportivo juventino Alessio Secco a raggiungere l'accordo con lui ed il direttore generale del Livorno Elio Signorelli, sulla base di un prestito annuale per 700 000 euro con diritto di riscatto a 1,5 milioni per la società bianconera. Dopo il giudizio positivo dello staff medico riguardo al ginocchio infortunato, diventa a tutti gli effetti un giocatore della Juventus.
Esordisce in maglia bianconera il 30 settembre nella gara di Champions League pareggiata 2-2 contro l'FC BATE a Barysaŭ, nella gara disputata il 29 ottobre contro il Bologna subisce un infortunio al ginocchio sinistro ed il relativo distacco di un frammento cartilagineo. per cui viene operato il 2 novembre con prognosi di 90 giorni

### Nazionale
Esordisce nella Nazionale di calcio croata il 1º febbraio 2006 contro Hong Kong, gara in cui realizza anche la prima rete con la maglia biancorossa. Dopo la stagione 2007-2008 viene convocato per l'Europeo in Svizzera ed Austria dal CT croato Slaven Bilić. Durante la terza gara della competizione, giocata da titolare contro la Polonia, in uno scontro con il suo portiere Vedran Runje si procura uno stiramento ai legamenti del ginocchio sinistro.

## Statistiche

### Presenze e reti nei club
Statistiche aggiornate all'11 maggio 2014.
| Stagione              | Squadra               | Campionato            | Campionato | Campionato | Coppe nazionali | Coppe nazionali | Coppe nazionali | Coppe continentali | Coppe continentali | Coppe continentali | Altre coppe | Altre coppe | Altre coppe | Totale | Totale |
| Stagione              | Squadra               | Comp                  | Pres       | Reti       | Comp            | Pres            | Reti            | Comp               | Pres               | Reti               | Comp        | Pres        | Reti        | Pres   | Reti   |
| --------------------- | --------------------- | --------------------- | ---------- | ---------- | --------------- | --------------- | --------------- | ------------------ | ------------------ | ------------------ | ----------- | ----------- | ----------- | ------ | ------ |
| 2000-2001             | Orijent Rijeka        | 3. HNL                | 6          | 0          | CC              | 0               | 0               | -                  | -                  | -                  | -           | -           | -           | 6      | 0      |
| 2001-2002             | Orijent Rijeka        | 3. HNL                | 24         | 1          | CC              | 0               | 0               | -                  | -                  | -                  | -           | -           | -           | 24     | 1      |
| Totale Orijent Rijeka | Totale Orijent Rijeka | Totale Orijent Rijeka | 30         | 1          |                 | 0               | 0               |                    |                    |                    |             |             |             | 30     | 1      |
| 2002-2003             | Rijeka                | 1. HNL                | 7          | 0          | CC              | 0               | 0               | Int                | 0                  | 0                  | -           | -           | -           | 7      | 0      |
| 2003-2004             | Rijeka                | 1. HNL                | 22         | 0          | CC              | 0               | 0               | -                  | -                  | -                  | -           | -           | -           | 22     | 0      |
| 2004-2005             | Rijeka                | 1. HNL                | 26         | 0          | CC              | 0               | 0               | CU                 | 0                  | 0                  | -           | -           | -           | 26     | 0      |
| 2005-2006             | Rijeka                | 1. HNL                | 29         | 0          | CC              | 0               | 0               | CU                 | 0                  | 0                  | SC          | 0           | 0           | 29     | 0      |
| ago. 2006             | Rijeka                | 1. HNL                | 5          | 0          | CC              | 0               | 0               | CU                 | 0                  | 0                  | SC          | 0           | 0           | 5      | 0      |
| 2006-2007             | Livorno               | A                     | 11         | 1          | CI              | 2               | 0               | CU                 | 0                  | 0                  | -           | -           | -           | 13     | 1      |
| 2007-2008             | Livorno               | A                     | 35         | 3          | CI              | 1               | 0               | -                  | -                  | -                  | -           | -           | -           | 36     | 3      |
| 2008-2009             | Juventus              | A                     | 3          | 0          | CI              | 0               | 0               | UCL                | 1                  | 0                  | -           | -           | -           | 4      | 0      |
| 2009-2010             | Livorno               | A                     | 27         | 0          | CI              | 2               | 0               | -                  | -                  | -                  | -           | -           | -           | 29     | 0      |
| 2010-2011             | Livorno               | B                     | 28         | 0          | CI              | 3               | 0               | -                  | -                  | -                  | -           | -           | -           | 31     | 0      |
| 2011-2012             | Livorno               | B                     | 29         | 0          | CI              | 2               | 0               | -                  | -                  | -                  | -           | -           | -           | 31     | 0      |
| Totale Livorno        | Totale Livorno        | Totale Livorno        | 130        | 4          |                 | 10              | 0               |                    | 0                  | 0                  |             |             |             | 140    | 4      |
| 2012-2013             | Rijeka                | 1. HNL                | 31         | 0          | CC              | 4               | 0               | -                  | -                  | -                  | -           | -           | -           | 35     | 0      |
| 2013-2014             | Rijeka                | 1. HNL                | 26         | 0          | CC              | 0               | 0               | UEL                | 8                  | 0                  | -           | -           | -           | 34     | 0      |
| 2014-2015             | Rijeka                | 1. HNL                | 0          | 0          | CC              | 0               | 0               | UEL                | 0                  | 0                  | -           | -           | -           | 0      | 0      |
| Totale Rijeka         | Totale Rijeka         | Totale Rijeka         | 146        | 0          |                 | 4               | 0               |                    | 8                  | 0                  |             | 0           | 0           | 158    | 0      |
| Totale carriera       | Totale carriera       | Totale carriera       | 312        | 5          |                 | 14              | 0               |                    | 9                  | 0                  |             | 0           | 0           | 335    | 5      |

### Cronologia presenze e reti in Nazionale
| Cronologia completa delle presenze e delle reti in nazionale ― Croazia | Cronologia completa delle presenze e delle reti in nazionale ― Croazia | Cronologia completa delle presenze e delle reti in nazionale ― Croazia | Cronologia completa delle presenze e delle reti in nazionale ― Croazia | Cronologia completa delle presenze e delle reti in nazionale ― Croazia | Cronologia completa delle presenze e delle reti in nazionale ― Croazia | Cronologia completa delle presenze e delle reti in nazionale ― Croazia | Cronologia completa delle presenze e delle reti in nazionale ― Croazia |
| Data                                                                   | Città                                                                  | In casa                                                                | Risultato                                                              | Ospiti                                                                 | Competizione                                                           | Reti                                                                   | Note                                                                   |
| ---------------------------------------------------------------------- | ---------------------------------------------------------------------- | ---------------------------------------------------------------------- | ---------------------------------------------------------------------- | ---------------------------------------------------------------------- | ---------------------------------------------------------------------- | ---------------------------------------------------------------------- | ---------------------------------------------------------------------- |
| 1-2-2006                                                               | Hong Kong                                                              | Hong Kong                                                              | 0 – 4                                                                  | Croazia                                                                | Lunar New Year Cup 2006 - Finale 3º posto                              | 1                                                                      |                                                                        |
| 16-8-2006                                                              | Livorno                                                                | Italia                                                                 | 0 – 2                                                                  | Croazia                                                                | Amichevole                                                             | -                                                                      |                                                                        |
| 12-9-2007                                                              | Andorra                                                                | Andorra                                                                | 0 – 6                                                                  | Croazia                                                                | Qual. Euro 2008                                                        | -                                                                      |                                                                        |
| 16-10-2007                                                             | Fiume                                                                  | Croazia                                                                | 3 – 0                                                                  | Slovacchia                                                             | Amichevole                                                             | -                                                                      |                                                                        |
| 6-2-2008                                                               | Spalato                                                                | Croazia                                                                | 0 – 3                                                                  | Paesi Bassi                                                            | Amichevole                                                             | -                                                                      | 70’                                                                    |
| 26-3-2008                                                              | Glasgow                                                                | Scozia                                                                 | 1 – 1                                                                  | Croazia                                                                | Amichevole                                                             | -                                                                      | 73’                                                                    |
| 31-5-2008                                                              | Budapest                                                               | Ungheria                                                               | 1 – 1                                                                  | Croazia                                                                | Amichevole                                                             | -                                                                      | 62’                                                                    |
| 8-6-2008                                                               | Vienna                                                                 | Austria                                                                | 0 – 1                                                                  | Croazia                                                                | Euro 2008 - 1º turno                                                   | -                                                                      | 62’                                                                    |
| 12-6-2008                                                              | Klagenfurt am Wörthersee                                               | Croazia                                                                | 2 – 1                                                                  | Germania                                                               | Euro 2008 - 1º turno                                                   | -                                                                      | 85’                                                                    |
| 16-6-2008                                                              | Klagenfurt am Wörthersee                                               | Polonia                                                                | 0 – 1                                                                  | Croazia                                                                | Euro 2008 - 1º turno                                                   | -                                                                      | 27’                                                                    |
| 10-9-2008                                                              | Zagabria                                                               | Croazia                                                                | 1 – 4                                                                  | Inghilterra                                                            | Qual. Mondiali 2010                                                    | -                                                                      | 56’                                                                    |
| 15-10-2008                                                             | Zagabria                                                               | Croazia                                                                | 4 – 0                                                                  | Andorra                                                                | Qual. Mondiali 2010                                                    | -                                                                      | 79’                                                                    |
| 14-11-2009                                                             | Vinkovci                                                               | Croazia                                                                | 5 – 0                                                                  | Liechtenstein                                                          | Amichevole                                                             | -                                                                      | 46’                                                                    |
| Totale                                                                 |                                                                        | Presenze                                                               | 13                                                                     |                                                                        | Reti                                                                   | 1                                                                      |                                                                        |

## Palmarès

### Club

#### Competizioni nazionali
- Coppa di Croazia: 3

Rijeka: 2004-2005, 2005-2006, 2013-2014
- Supercoppa di Croazia: 1

Rijeka: 2014